# Enola
Enola est un prénom féminin.

## Sens et origine du prénom
- Enola est un vieux prénom dont l'étymologie signifie Noble. On le retrouverait dès l’époque gauloise mais aussi au Moyen-âge. Son origine est « celle qui est noble » en vieux français[1],[2].
- En France, Énola serait un dérivé d'Énora, variante bretonne d'Honorine[3].
- Enola est un mot cherokee, et aux États-Unis, il vient sans doute d'un diminutif du prénom hébreu Hannah[4].
- Enola est un anacyclique de « alone » (le sens des lettres a été inversé), qui veut dire seul ou seule en anglais[5].

## Prénom de personnes célèbres et fréquence
- Prénom qui figurait dans le nom du bombardier B-29 baptisé Enola Gay par son pilote, le colonel Paul Tibbets (du nom de jeune fille de sa mère), qui, le 6 août 1945, lâcha la première bombe atomique (Little Boy) sur Hiroshima. Aujourd'hui l’Enola Gay est exposé au Centre Steven F. Udvar-Hazy, une annexe du National Air and Space Museum située près de l’aéroport international de Washington-Dulles.
- Prénom qui devint à la mode dans les années 1950 aux États-Unis[6].
- Prénom qui fut usité pour la première fois en France en 1978 (sous réserve) et dont l'occurrence a fortement augmenté depuis 2000, bien que toujours peu attribué[7].
- Dans le film américain Waterworld, Enola est la petite fille qui se lie d'amitié avec le héros incarné par Kevin Costner.
- Enola est un nom utilisé dans le jeu Wakfu : Les Gardiens.
- Enola Gay est une chanson du groupe Orchestral Manoeuvres in the Dark.
- Enola Holmes est la sœur fictive du détective Sherlock Holmes. Elle est l'héroïne d'une série de romans créée par Nancy Springer qui compte six tomes. Une adaptation cinématographique est produite en 2020.